# 立正寺 (甲州市)

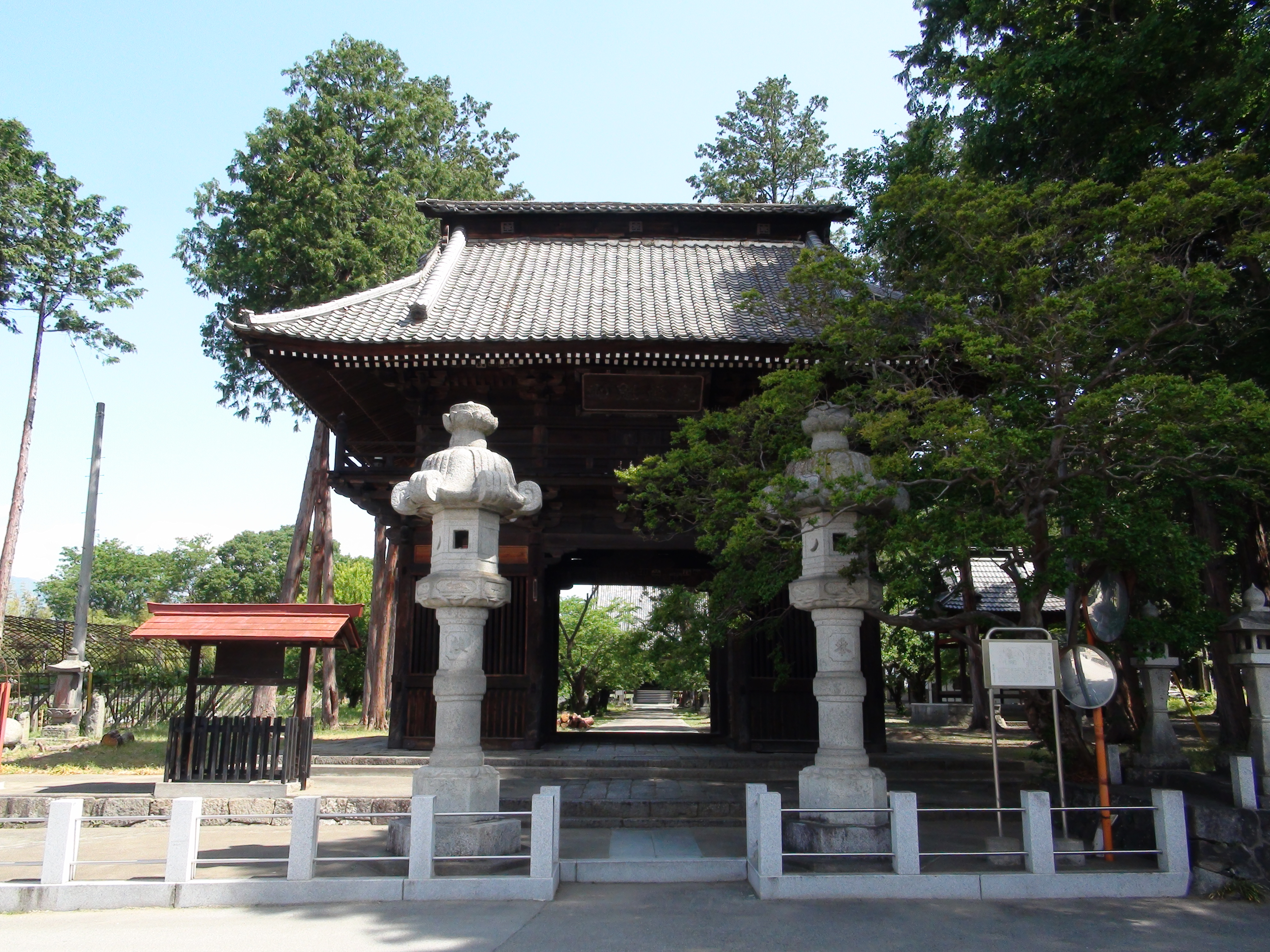
山門（2014年5月19日撮影）

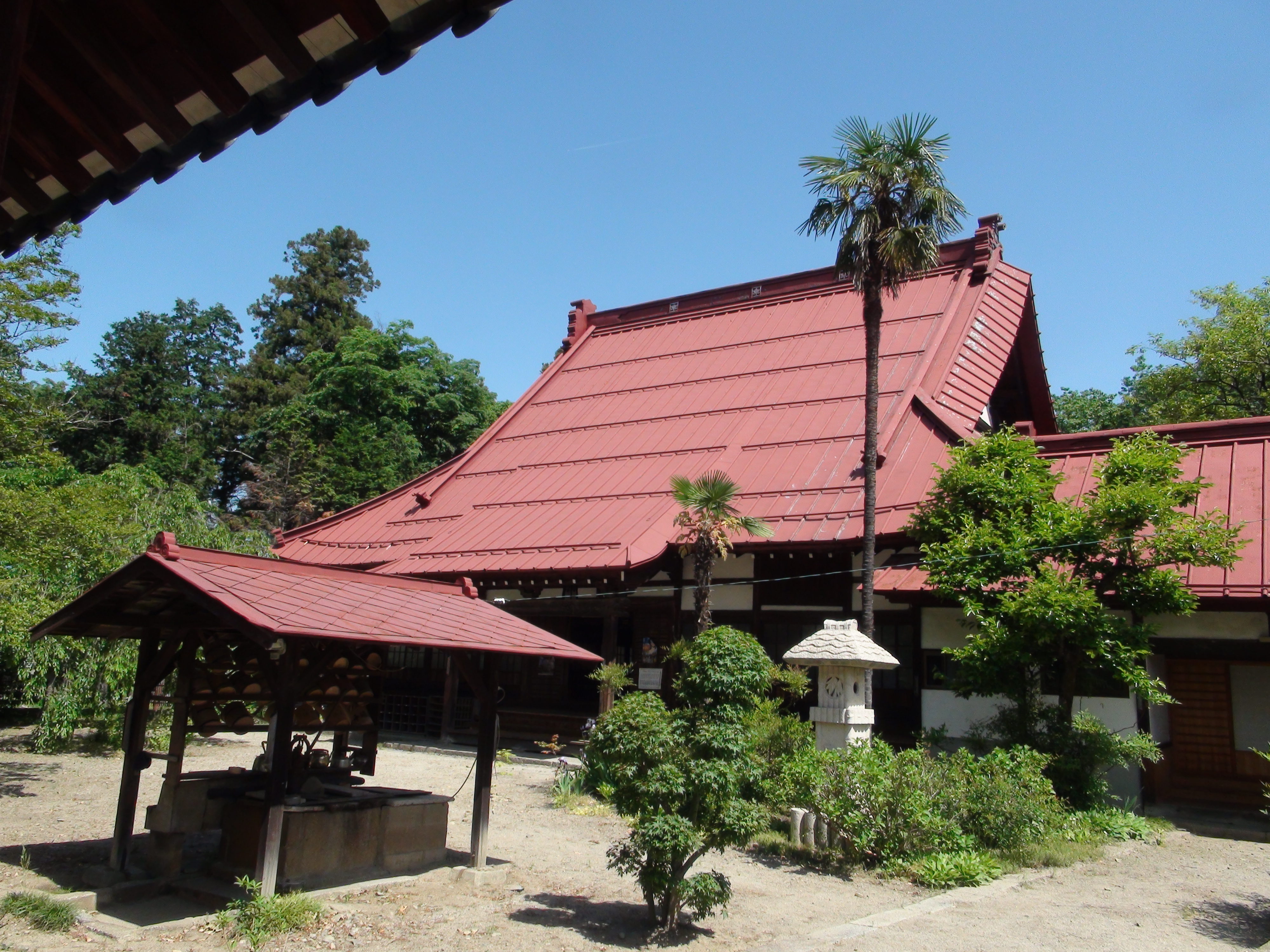
客殿と庫裏（2014年5月19日撮影）

立正寺（りっしょうじ）は、山梨県甲州市勝沼町休息にある日蓮宗の寺院。山号は休息山。旧本山は身延山久遠寺。脱師法縁。

## 歴史
698年（文武天皇2年）、諸国巡歴中の行基が子安山地蔵寺として創建。のち真言宗となり、山寺号を金剛山胎蔵寺と改める。
1274年（文永11年）、日蓮の立正安国論談義に感銘を受けた辻之坊宥範が弟子となり、名を真妙院日乗と改め全山改宗し休息山立正寺となる。
その生い立ちから、安産祈願、子授け祈願、子育て祈願のお寺として有名。

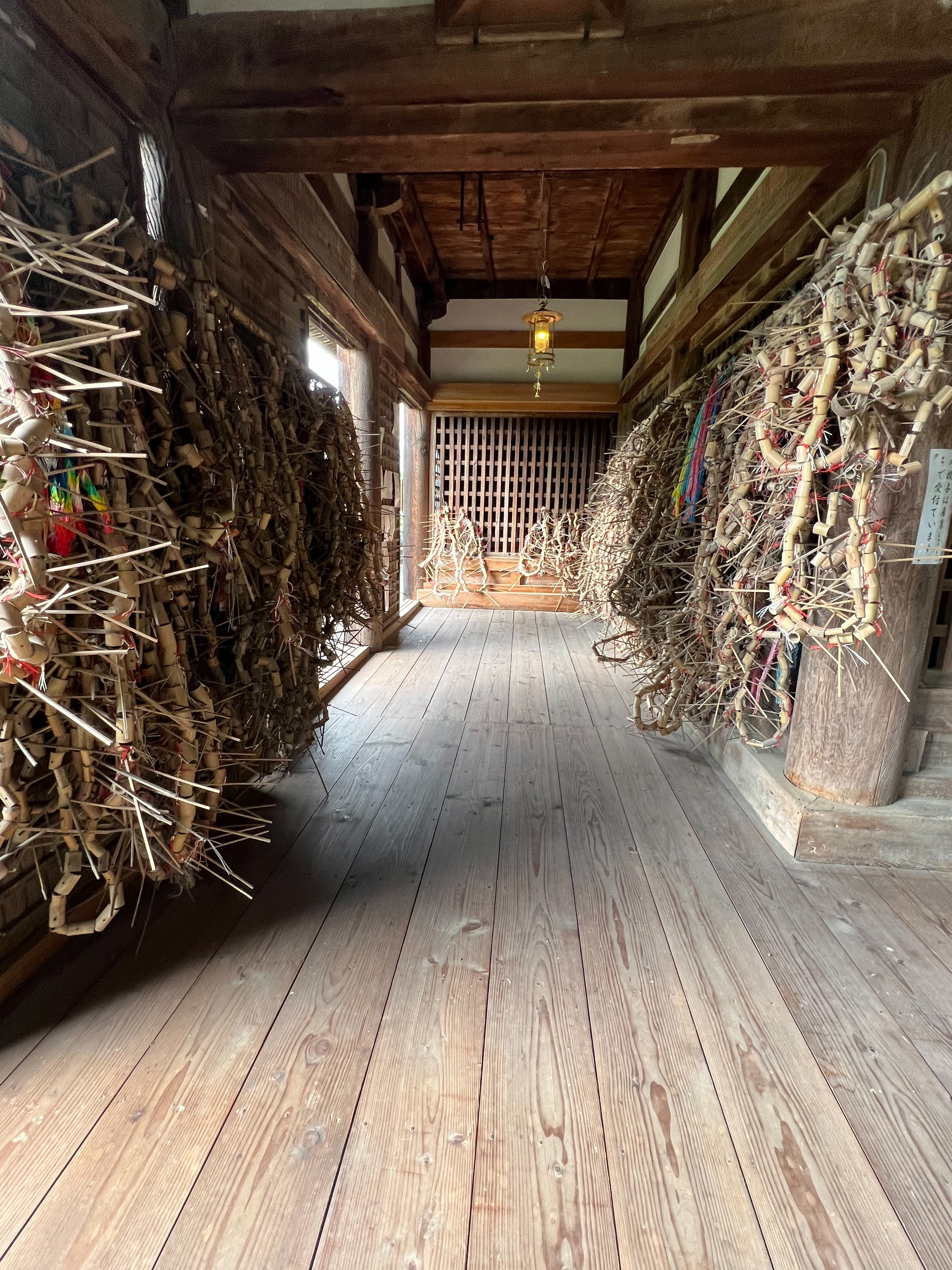
安産祈願の底抜け柄杓

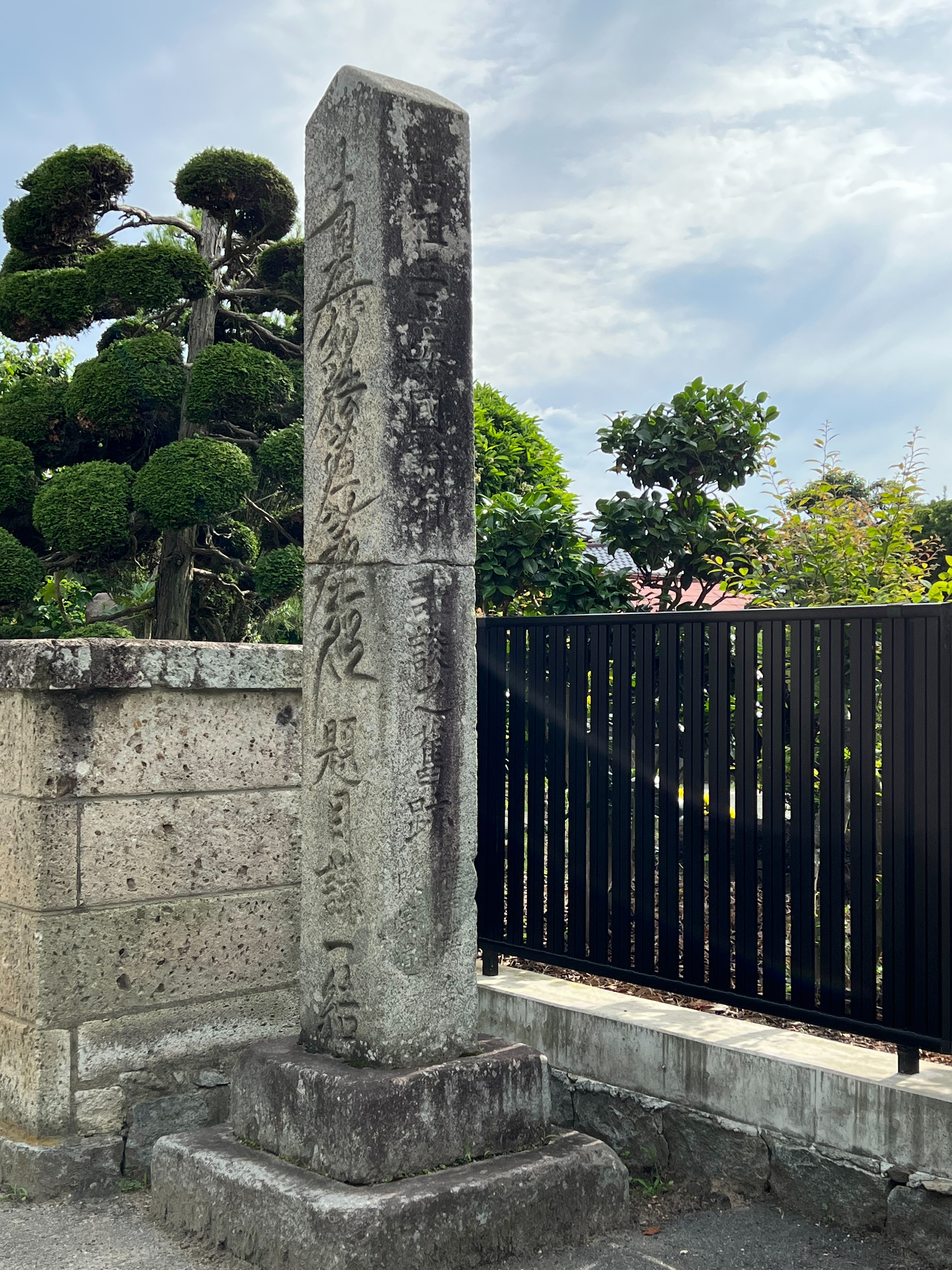
立正安国論ご談義跡に立つ石塔

## 境内
- 山門（黒門）
- 三十番神堂
- 七面堂
- 日朝堂
- 朱雀門（赤門）
- 祖師堂　1673年（延宝元年）
- 客殿
- 庫裏

## 塔頭
- 北之坊　1592年（天正19年）創建　開山：実修院日定
- 東之坊　1565年（永禄8年）以前　開山：大法院日東
- 上之坊　1015年（長和4年）開創　開山：本果院日朝
- 正覚坊　　　開山：鉄玄阿闍梨日覚
- 輪石庵　1266年（文永3年）

## 旧末寺
日蓮宗は昭和16年に本末を解体したため、現在では、旧本山、旧末寺と呼びならわしている。
- 休息山東之坊（甲州市勝沼町休息）塔頭
- 休息山北之坊（甲州市勝沼町休息）塔頭
- 休息山正覚坊（甲州市勝沼町休息）塔頭
- 休息山上之坊（甲州市勝沼町休息）塔頭
- 輪石庵（甲州市勝沼町休息）塔頭
- 栄久山法蓮寺（甲州市塩山赤尾）
- 広門田山法傳寺（甲州市塩山西広門田）
- 恵光山法盛寺（甲州市塩山下塩後）
- 照永山本要寺（甲州市塩山下塩後）
- 東光山法昌寺（甲州市塩山上塩後）
- 圓常坊（甲州市勝沼町藤井）
- 長遠山上行寺（甲州市勝沼町勝沼）

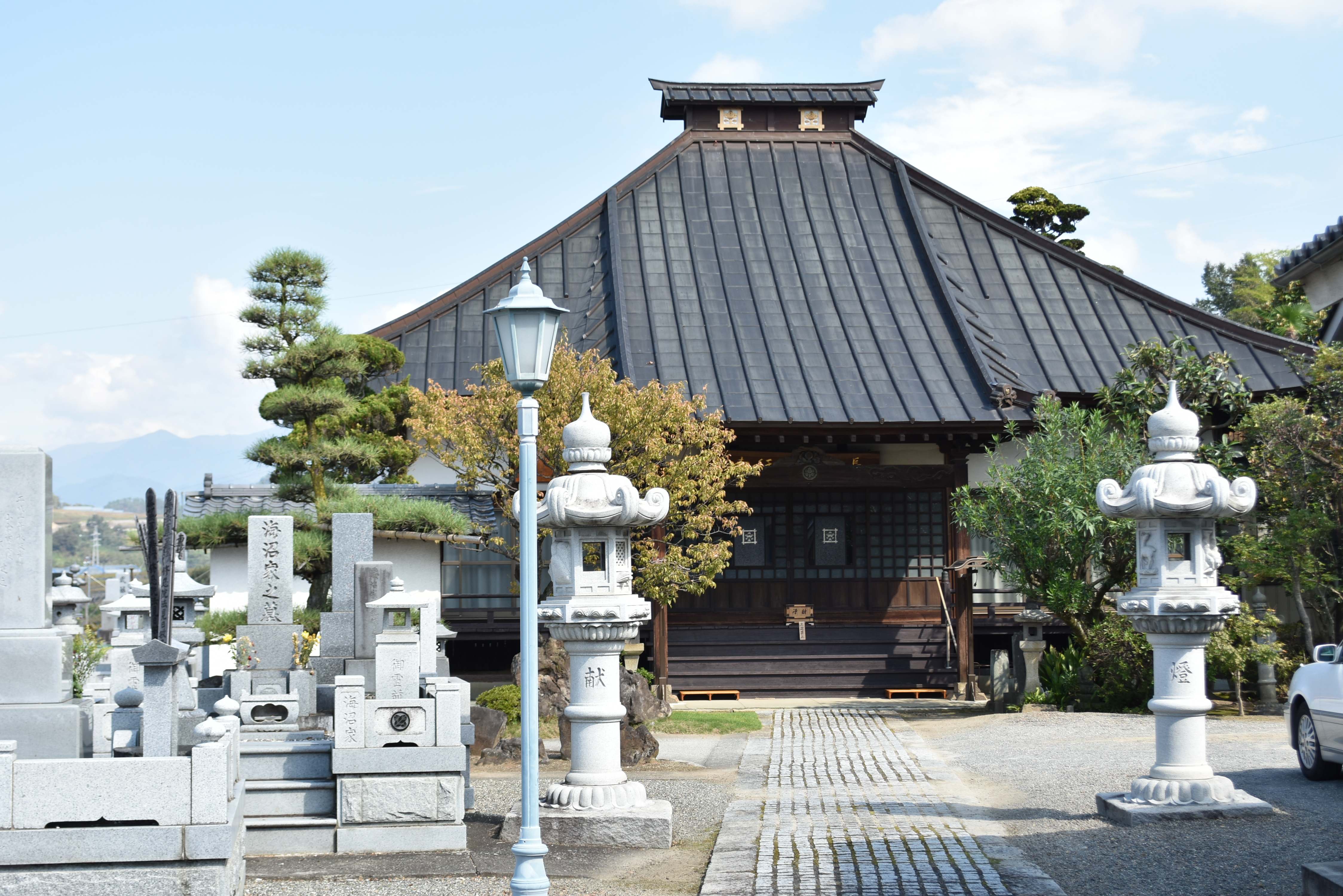
長遠山上行寺（2018年10月10撮影）

## 所在地
山梨県甲州市勝沼町休息1713

## 交通アクセス
- JR東日本中央本線塩山駅からタクシー8分